# Biberist
Biberist är en ort och kommun i kantonen Solothurn, Schweiz. Kommunen hade 9 345 invånare (2023).